# Capella de D. Fradique
La Capella de D. Fradique (Portuguès: Capela de D. Fradique) és una capella situada en el Convent de São Francisco, en la freguesia d'Estremoz (Santa Maria e Santo André), en el Concelho d'Estremoz, en el Districte d'Évora.

## Història

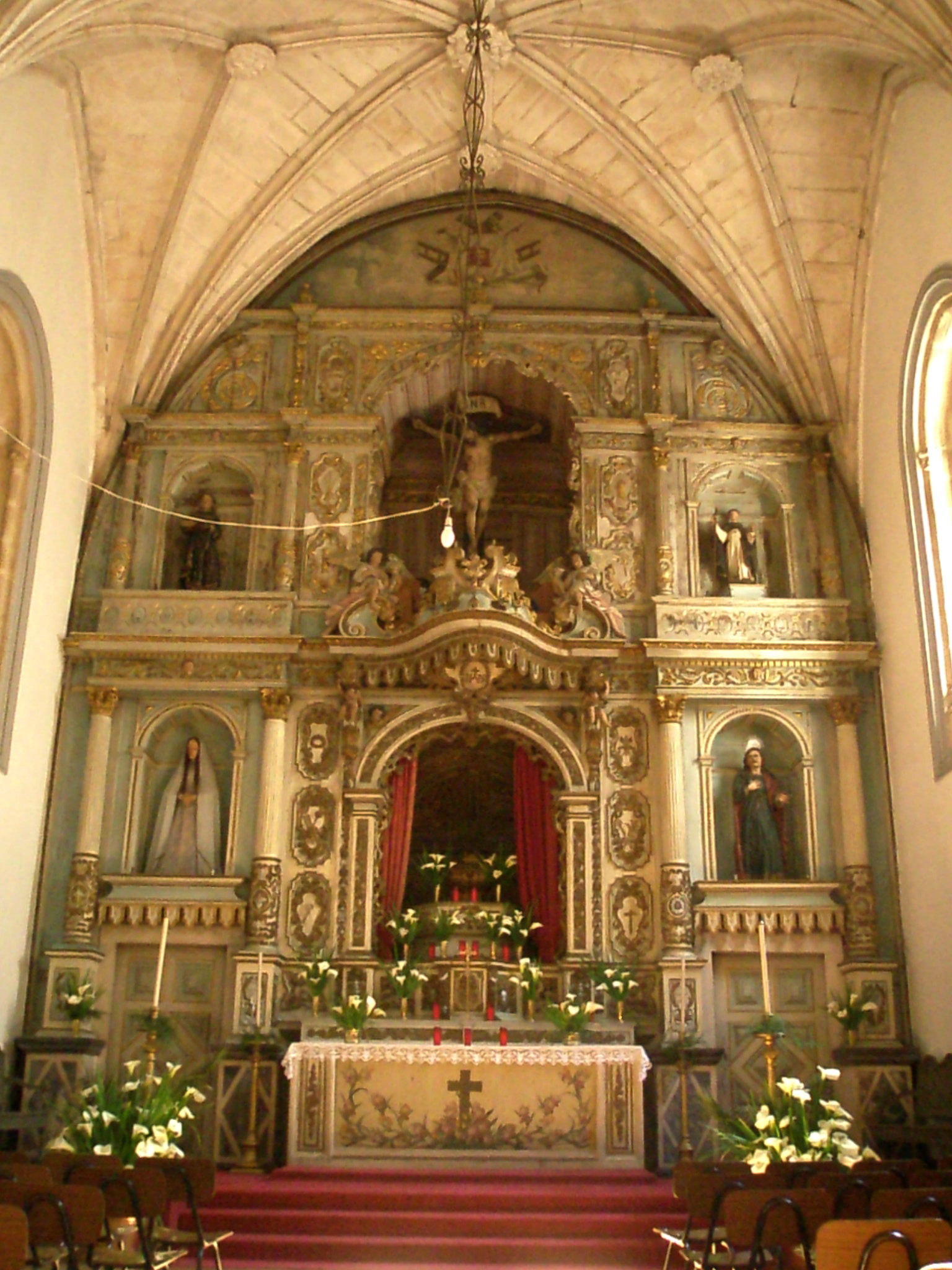
Altar de la Capella de D. Fradique de Portugal.

El 1255 es va fundar el Convent Real d'Estremoz. El noble cavaller Eborense, Nuno Martins, primer de l'orde de clausura, que gaudia d'un favor real i protecció, va ser enterrat al peu de la creu.
D. Fradique va ser una persona d'importància en la política peninsular del regnat del rei D. Manuel I. Fill dels Comtes de Faro, D. Afonso i Da. Maria de Noronha, es va adonar de la seva carrera eclesiàstica a Castella, on va ser educat al costat dels Reis Catòlics. Durant un temps va ser l'executor de la reina Isabel d'Aragó, bisbe de Calahorra, Segòvia, Sigüenza i Saragossa. A Saragossa va ascendir a l'estatus d'arquebisbe, i poc després va ser nominat pel rei Carles V com a Virrei de Catalunya.
En algun moment del segle xv, probablement es va erigir la capella de D. Fradique, abans que la regió s'integrés a la província de l'Algarve (el 1425). Això va ser abans de la butlla papal del 6 de maig de 1520 de Lleó X que va donar llicència al rei Manuel I per a construir un convent a la invocació de sant Francesc al poble d'Estremoz.
Es va col·locar una inscripció, de data 3 de març de 1535, sobre el pòrtic de la capella de Fradique. En el paviment de la capella estan les llambordes que marquen als membres dels Mestres senyorials de Vimeiro, incloent les tombes de Fernando de Noronha (que van morir en 1552) i Isabel de Melo (1563). La capella, inicialment consagrada a Sant Francesc, va ser refugi després del segle XVII de la Germanor de Senhor Jesús dos Passos. Va ser aquesta institució la que va ordenar el retaule manerista que va coronar la paret sud, que va ser danyada per causes naturals, i en el segle xix, una època en la qual van optar per imitar la pintura de marbre per a substituir la fulla d'or original.
Per ordre del reformador, l'arquebisbe Infant D. Henrique va lliurar el 1541 l'observança de la província de l'Algarve.
El temple va ser remodelat en 1771.
El 1876, el sostre de la capella de D. Fradique va ser remodelat i reparat.
Les primeres obres importants dutes a terme per la Direcció General d'Edificis i Monuments Nacionals de la DGEMN es van iniciar a mitjan segle xx, amb enquestes preliminars per a la restauració de la capella de D. Fradique el 1963 (que van procedir amb la consolidació de la creu i la restauració general del sostre). Les reparacions secundàries van precedir el 1970 i el 1975 el sostre voltat, i el 1980, les reparacions de la capella que inclouen la neteja i revisió del sostre.